# Rhyscotus somaliensis
Rhyscotus somaliensis là một loài chân đều trong họ Rhyscotidae. Loài này được Ferrara miêu tả khoa học năm 1972.